# Nathan Fernandes
Nathan Ribeiro Fernandes (ur. 16 lutego 2005 w Campos dos Goytacazes) – brazylijski piłkarz występujący na pozycji skrzydłowego, od 2025 roku zawodnik Botafogo.